# Mary Fuller
Pour les articles homonymes, voir Fuller.
Mary Fuller est une actrice et scénariste américaine née le 5 octobre 1888 à Washington, D.C. (États-Unis), et décédée dans cette ville le 9 décembre 1973.

## Filmographie

### Actrice
- 1907 : The Ugly Duckling
- 1908 : Leah the Forsaken de Van Dyke Brooke
- 1908 : The Stage-Struck Daughter
- 1908 : A Jealous Old Maid; or, No One to Love Her
- 1908 : The Flower Girl of Paris
- 1909 : A Sister's Love: A Tale of the Franco-Prussian War
- 1909 : Jessie, the Stolen Child
- 1909 : King Lear
- 1909 : Fuss and Feathers
- 1909 : The Foundling
- 1909 : Lochinvar
- 1909 : A Child of the Forest
- 1909 : Betty's Choice
- 1909 : Hansel and Gretel : Gretel
- 1909 : A Rose of the Tenderloin
- 1909 : Bluebeard
- 1909 : The House of Cards : The Girl
- 1910 : The Engineer's Romance
- 1910 : Luck of Roaring Camp
- 1910 : Frankenstein de J. Searle Dawley : Elizabeth
- 1910 : Michael Strogoff
- 1910 : Elektra : Elektra
- 1910 : For Her Sister's Sake
- 1910 : Carminella
- 1910 : The Princess and the Peasant
- 1910 : Sisters
- 1910 : The Peacemaker
- 1910 : A Modern Cinderella
- 1910 : Uncle Tom's Cabin de James Stuart Blackton : Eliza
- 1910 : The Lady and the Burglar
- 1910 : From Tyranny to Liberty
- 1910 : Ononko's Vow
- 1910 : The Farmer's Daughter de Edwin S. Porter
- 1910 : The House of the Seven Gables : Hepzibah Pyncheon
- 1910 : Arms and the Woman
- 1911 : In the Days of Chivalry
- 1911 : Three Men and a Maid : A Young Orphan and Cousin
- 1911 : A Stage Romance
- 1911 : The Resurrection of John
- 1911 : Nell's Last Deal
- 1911 : A Card of Introduction
- 1911 : Turned to the Wall
- 1911 : Josh and Cindy's Wedding Trip
- 1911 : Aida
- 1911 : Madeline's Rebellion
- 1911 : A Sane Fourth of July
- 1911 : The Cardinal's Edict
- 1911 : The Wager and the Wage Earners
- 1911 : Her Brother's Photograph
- 1911 : A Thoroughbred
- 1911 : The Star Spangled Banner (film, 1911)
- 1911 : Trading His Mother : The Mother
- 1911 : The Switchman's Tower
- 1911 : Sir George and the Heiress
- 1911 : Two Officers
- 1911 : The Modern Dianas
- 1911 : The Professor and the New Hat
- 1911 : The Surgeon's Temptation
- 1911 : The Silent Tongue
- 1911 : The Three Musketeers: Part 1 : Constance, the Queen's Attendant
- 1911 : The Three Musketeers: Part 2 : Constance, the Queen's Attendent
- 1911 : Foul Play (film, 1911)
- 1911 : At the Threshold of Life
- 1911 : A Conspiracy Against the King
- 1911 : The Reform Candidate
- 1911 : The Girl and the Motor Boat
- 1911 : A Modern Cinderella : Cinderella
- 1911 : The Ghost's Warning
- 1911 : The Story of the Indian Ledge
- 1911 : The Lure of the City
- 1911 : The Awakening of John Bond : Nellie
- 1911 : The Daisy Cowboys
- 1911 : An International Heart Breaker
- 1911 : The Stuff That Dreams Are Made Of
- 1912 : Thirty Days at Hard Labor : Beatrice, his daughter
- 1912 : A Question of Seconds
- 1912 : The Bachelor's Waterloo
- 1912 : The Stolen Nickel
- 1912 : The Jewels
- 1912 : Children Who Labor : Immigrant Mother
- 1912 : Tony's Oath of Vengeance
- 1912 : A Cowboy's Stratagem
- 1912 : For the Commonwealth
- 1912 : Comment Washington traversa le Delaware (How Washington Crossed the Delaware)
- 1912 : Is He Eligible?
- 1912 : The Insurgent Senator
- 1912 : The Dumb Wooing
- 1912 : The Little Woolen Shoe
- 1912 : An Unusual Sacrifice
- 1912 : Politics and Love
- 1912 : Treasure Island
- 1912 : A Personal Affair
- 1912 : The Convict's Parole
- 1912 : Martin Chuzzlewit
- 1912 : The Little Bride of Heaven
- 1912 : Master and Pupil
- 1912 : Partners for Life
- 1912 : The Artist's Joke
- 1912 : The Escape from Bondage : Mary
- 1912 : What Happened to Mary? : Mary
- 1912 : More Precious Than Gold : Jean Nelson
- 1912 : The Librarian
- 1912 : The Harbinger of Peace
- 1912 : Mr. Pickwick's Predicament
- 1912 : The Cub Reporter : Molly Masters
- 1912 : Alone in New York : Mary
- 1912 : The Governor
- 1912 : Mary in Stage Land : Mary
- 1912 : The Affair at Raynor's : Mary
- 1912 : Sally Ann's Strategy
- 1912 : A Letter to the Princess : Mary
- 1912 : His Mother's Hope
- 1912 : Fog : Liz
- 1912 : A Clue to Her Parentage : Mary
- 1912 : How a Horseshoe Upset a Happy Family
- 1912 : For Her
- 1913 : A Race to New York : Mary
- 1913 : It Is Never Too Late to Mend
- 1913 : Leonie
- 1913 : The Ambassador's Daughter : Foreign Conspirator
- 1913 : False to Their Trust : Mary
- 1913 : The Princess and the Man
- 1913 : The Minister's Temptation
- 1913 : A Will and a Way
- 1913 : Kathleen Mavourneen
- 1913 : The Dean's Daughters
- 1913 : A Way to the Underworld : Mary
- 1913 : The Elder Brother
- 1913 : With the Eyes of the Blind
- 1913 : When the Right Man Comes Along
- 1913 : When Greek Meets Greek
- 1913 : The Prophecy
- 1913 : The Translation of a Savage
- 1913 : An Almond-Eyed Maid
- 1913 : Mercy Merrick
- 1913 : Mary Stuart de Walter Edwin
- 1913 : Fortune Smiles : Mary
- 1913 : All on Account of a Portrait
- 1913 : Who Will Marry Mary? : Mary
- 1913 : The Robbers
- 1913 : The Romance of Rowena
- 1913 : The Pied Piper of Hamelin
- 1913 : Joyce of the North Woods : Joyce
- 1913 : A Light on Troubled Waters
- 1913 : The Contents of the Suitcase
- 1913 : The Girl and the Outlaw
- 1913 : A Daughter of the Wilderness
- 1913 : A Woodland Paradise
- 1913 : A Face from the Past
- 1913 : Elise, the Forester's Daughter
- 1913 : Alexia's Strategy
- 1913 : A Tudor Princess de J. Searle Dawley
- 1914 : A Tight Squeeze
- 1914 : A Terror of the Night
- 1914 : The Perfect Truth
- 1914 : Lost -- a Pair of Shoes
- 1914 : The Last Assignment
- 1914 : The Heart of the Hills
- 1914 : The Ghost of Mother Eve
- 1914 : The End of the Umbrella
- 1914 : Dolly Plays Detective
- 1914 : Dolly at the Helm
- 1914 : The Chinese Fan
- 1914 : A Lonely Road
- 1914 : The Necklace of Rameses
- 1914 : The Active Life of Dolly of the Dailies : Dolly
- 1914 : How the Earth Was Carpeted
- 1914 : The Man of Destiny
- 1914 : His Grandchild
- 1914 : Comedy and Tragedy
- 1914 : An Affair of Dress
- 1914 : A Princess of the Desert
- 1914 : When East Met West in Boston
- 1914 : On the Heights
- 1914 : Frederick the Great
- 1914 : The Viking Queen de Walter Edwin
- 1914 : The Witch Girl de Walter Edwin : The Witch Girl
- 1914 : His Big Chance
- 1914 : A Girl of the People
- 1914 : The Phantom Cracksman
- 1914 : The Heart of the Night Wind
- 1914 : A Lonely Salvation
- 1914 : The Virtuoso
- 1915 : The Master Mummer
- 1915 : My Lady High and Mighty
- 1915 : His Guardian Angel
- 1915 : Everygirl
- 1915 : The Bribe
- 1915 : The Counterfeit
- 1915 : The Laugh That Died
- 1915 : The Unhidden Treasure
- 1915 : The Golden Spider
- 1915 : Mary's Duke
- 1915 : The Rustle of a Skirt
- 1915 : The Honor of the Ormsbys
- 1915 : The Girl Who Had a Soul
- 1915 : A Witch of Salem Town
- 1915 : The Judgement of Men
- 1915 : A Daughter of the Nile
- 1915 : Circus Mary
- 1915 : The Little White Violet
- 1915 : Jeanne of the Woods
- 1915 : The Taming of Mary
- 1915 : Under Southern Skies : Lelia Crofton
- 1915 : The Woman Who Lied : Cleo Martell
- 1915 : Li'l Nor'wester
- 1915 : The Tale of the 'C'
- 1916 : The Heart of a Mermaid
- 1916 : A Sea Mystery
- 1916 : Madame Cubist
- 1916 : The Strength of the Weak : Pauline D'Arcy
- 1916 : The Little Fraud
- 1916 : Thrown to the Lions : Linnie Carter
- 1916 : The Girl Who Feared Daylight
- 1916 : The Huntress of Men : The Huntress
- 1916 : The Three Wishes
- 1916 : The Limousine Mystery
- 1916 : The Scarlet Mark
- 1916 : Behind the Veil
- 1916 : The Garden of Shadows
- 1916 : A Splash of Local Color
- 1916 : The Trail of Chance
- 1916 : Love's Masquerade
- 1916 : Cheaters
- 1916 : Stolen Honors
- 1916 : Mother's Guiding Hand
- 1917 : Public Be Damned : Marion Fernley
- 1917 : The Long Trail de Francis Boggs : Louise Graham
- 1917 : The Beautiful Impostor
- 1917 : The Untamed de Lucius Henderson
- 1917 : To the Highest Bidder

### Scénariste
- 1913 : A Woodland Paradise
- 1914 : A Princess of the Desert
- 1914 : The Viking Queen